# Zgornja Pristava (gmina Videm)
Zgornja Pristava – wieś w Słowenii, w gminie Videm. W 2018 roku liczyła 212 mieszkańców.